# Crotalaria lukafuensis
Crotalaria lukafuensis är en ärtväxtart som beskrevs av De Wild.. Crotalaria lukafuensis ingår i släktet sunnhampor, och familjen ärtväxter. Inga underarter finns listade i Catalogue of Life.